# Nagy István (labdarúgó, 1951)
Nagy István (Nyírbátor, 1951. február 9. –) labdarúgó, labdarúgó-partbíró, sportvezető.

## Pályafutása

### Labdarúgóként
Szüleivel Budapestre, Zuglóba költözött, ahol fiatalon a grundfoci elismert sztárja lett. Hamar felfigyeltek kiváló képességeire, leigazolták a megyei (Budapesti Labdarúgó-szövetség (BLSZ) I. osztályában játszó Vörös Meteor egyesület, serdülő csapatába. Kiváló felkészültségére jellemző, hogy kihagyta a következő, az ifjúsági csapatba való játékot, egyből a nagy csapatba került. Érettségi után 1969-ben a Tatabányai Bányász NB I-es csapata csatár posztra leigazolta.  Csatárként a támadás vezetése, a gól előkészítése volt legfőbb feladata. 1978-ig közel 200 NB I-es mérkőzésen játszott. Labdarúgóként a Kis Paróka becenevet viselte. A Paróka becenév az idősebb, hasonló nevű Nagy Istváné volt.
Csapatsikere
A Magyar Népköztársasági Kupa sorozatban 1972-ben ezüstérmes. Csapatával több alkalommal eljutott a negyeddöntőig.
| Időpont          | Helyszín                      | Mérkőzés típusa | Mérkőzés                           | Eredmény | Nézők száma |
| ---------------- | ----------------------------- | --------------- | ---------------------------------- | -------- | ----------- |
| 1972. július 12. | Megyeri úti Stadion, Budapest | döntő           | Ferencvárosi TC–Tatabányai Bányász | 2–1      | 4 000       |

Az 1972-73-as torna kiírásban a Közép-európai kupát megnyerő csapat tagja. Az 1973-74-es tornát ismét megnyerték, megvédve előző évi címüket.
| Időpont         | Helyszín                    | Mérkőzés típusa        | Mérkőzés                                    | Eredmény | Nézők száma |
| --------------- | --------------------------- | ---------------------- | ------------------------------------------- | -------- | ----------- |
| 1973. július 1. | Központi Stadion, Tatabánya | kettő találkozós döntő | Tatabányai Bányász–Celik Zenica (jugoszláv) | 2–1      | 8 000       |
| 1974. május 15. | Központi Stadion, Tatabánya | kettő találkozós döntő | Tatabányai Bányász–ZVL Zilina (csehszlovák) | 2–0      | 10 000      |

### Labdarúgó-játékvezetőként
Nemzeti játékvezetés
Labdarúgó pályafutását követően 1985-ben sikeres vizsgát tett, Soós Gábor és Aranyosi Lajos vizsgabiztosok előtt.  Pest megyei Labdarúgó-szövetség által működtetett labdarúgó bajnokságokban szerzi meg a szükséges tapasztalatokat.  Folyamatosan magasabb osztályba kap minősítő besorolást: 1986-ban megye II. osztály, 1987-ben megye I. osztály, 1988-ban NB III-as, 1989-ben országos utánpótlás, 1991-ben országos NB II-es játékvezető. NB II-es mérkőzéseinek száma: 62. Az MLSZ JT a FIFA elvárásának megfelelően folyamatosan erősítette az asszisztensi keretét, 1995-től 1997-ig asszisztensként segítette a vezető bíró szakmai munkáját. Több nemzetközi válogatott és klubmérkőzésen tevékenykedhetett. Sportpályafutásának egyik érdekessége, hogy Magyarországon egyedüliként lehetett NB I-es labdarúgó, játékvezető/asszisztens, szövetségi ellenőr illetve edző.

### Sportvezetőként
Az aktív játékvezetést befejezve kettő időszakban: 1988-1999 és 2001-2007 között volt az MLSZ szövetségi ellenőre. 1996 és 2010 között Budapest XX. kerületi Önkormányzat Sportbizottságának tagja. A Testnevelési Főiskola edzői szakát elvégezve 1999-2000-es versenyidőszakban, az NB III-as Dunakeszin Glázer Róbert edző pályaedzőjeként szolgálta a labdarúgást. Eredményes tevékenységük díja, hogy a csapat feljutott az NB II-be. 2000-ben a Glázer team fél évet az  Újpestet irányította, a második fél évet Fóton – a Dózsa utánpótlás bázisa – töltötte. Ugyan ebben az évben Dömsödön az NB III-as csapat önálló edzői tisztségét is betöltötte. 2007-től a BLSZ JB mentora, ellenőre.

## Sikerei, díjai

### Labdarúgóként
- 1964-ben serdülő válogatott,
- 1965-ben BLSZ ifjúsági válogatottjának tagja,
- 1971-ben az utánpótlás válogatott tagja
- Magyar kupa (MNK)
  - döntős: 1972
- Közép-európai kupa (KK)
  - győztes: 1973, 1974

### Játékvezetőként
- 1997-ben az MLSZ JT vezetésétől megkapta az Arany Síp elismerést, amit Puhl Sándor és Vágner László adott át részére.
- 2010-ben a BLSZ elnöke Török Károly 25 éves játékvezetői pályafutásának emlékére plakettel tüntette ki.